# Косув (Пйотрковський повіт)
Косув (пол. Kosów) — село в Польщі, у гміні Мощениця Пйотрковського повіту Лодзинського воєводства.
Населення — 670 осіб (2011).
У 1975-1998 роках село належало до Пйотрковського воєводства.

## Демографія
Демографічна структура станом на 31 березня 2011 року:
|          | Загалом | Допрацездатний вік | Працездатний вік | Постпрацездатний вік |
| -------- | ------- | ------------------ | ---------------- | -------------------- |
| Чоловіки | 336     | 63                 | 238              | 35                   |
| Жінки    | 334     | 70                 | 180              | 84                   |
| Разом    | 670     | 133                | 418              | 119                  |